# Immortal Technique

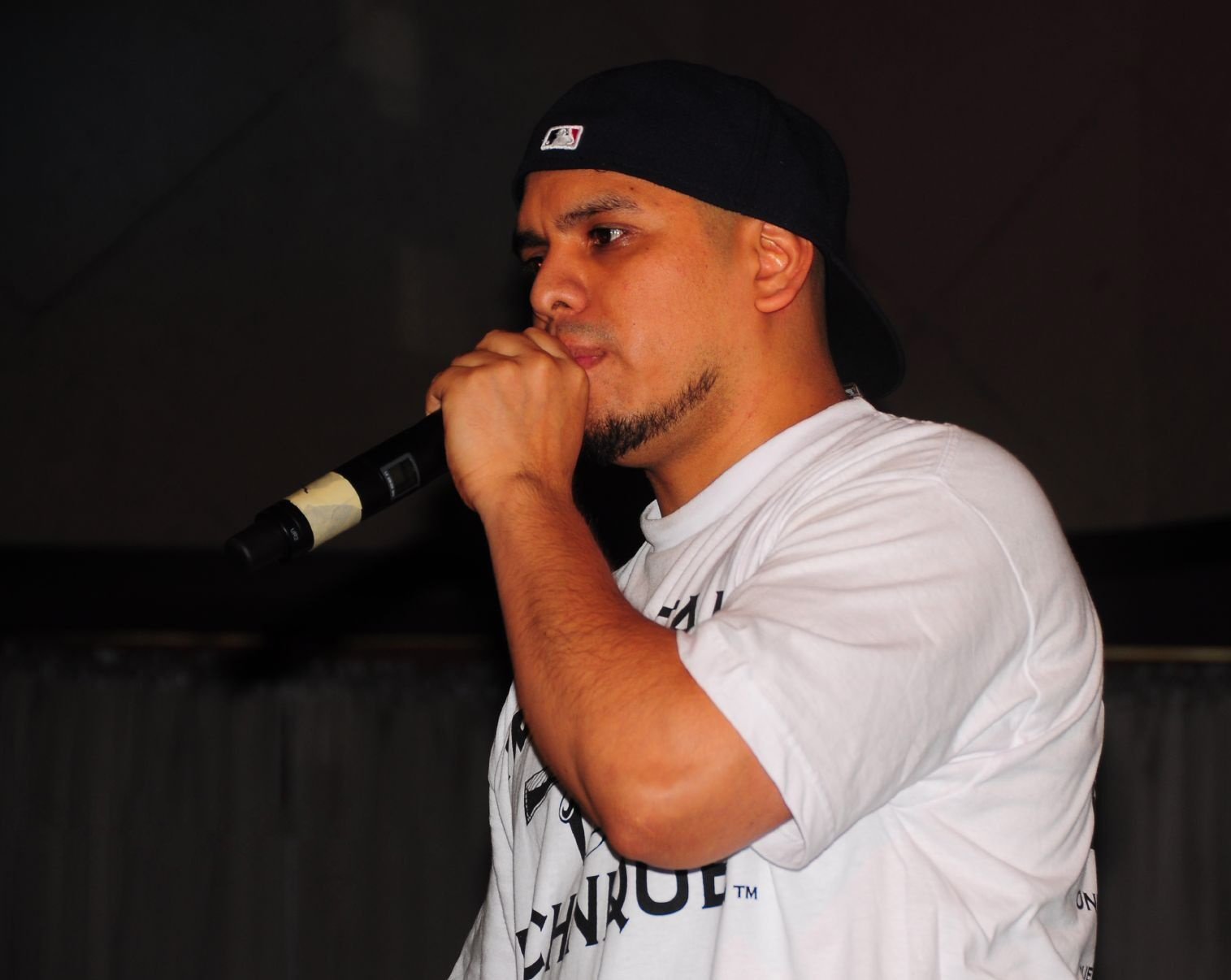
Immortal Technique, 2015

Immortal Technique (* 19. Februar 1978 in Lima, Peru; bürgerlich Felipe Andres Coronel) ist ein peruanisch-US-amerikanischer Rapper afro-peruanischer Herkunft aus Harlem, New York. Er ist Inhaber des Plattenlabels Viper Records.

## Leben
Coronel wurde in Peru geboren und zog im Alter von zwei Jahren mit seiner Familie nach New York. Wegen krimineller Aktivitäten wurde er zu einer Haftstrafe verurteilt und fing im Gefängnis an, sich über die wirtschaftlichen Probleme Südamerikas, Rassismus und lateinamerikanische revolutionäre Freiheitskämpfer zu informieren. Dort studierte er auch die Leben und Lehren von Che Guevara und Malcolm X.
Nach seiner Entlassung aus dem Gefängnis, 1999, kehrte er nach New York zurück und übernahm dort verschiedene Jobs. Nebenbei war er als erfolgreicher Untergrundrapper aktiv und fing zu dieser Zeit bereits an, Texte für sein erstes Album zu schreiben.
Da seine Texte zu politisch orientiert waren, gab es Schwierigkeiten für ihn, ein Label zu finden, und er veröffentlichte sein Debüt 2001 mit einer Auflage von 3000 Stück über Viper Records unter dem Titel Revolutionary Vol. 1. Weitere 9000 Stück des Albums wurden nachgepresst.
Zwei Jahre später erschien sein zweites Album Revolutionary Vol. 2, auf dem er die Terroranschläge vom 11. September 2001 aufgriff, in einer Auflage von 65.000 Stück.
2004 erschien mit Mos Def und DJ Green Lantern das Stück Bin Laden. 2005 veröffentlichte er zusammen mit Dead Prez und Saigon den Titel Impeach the President.
Sein 2008 veröffentlichtes Album The 3rd World erreichte Platz 99 der Billboardcharts.
Das 2011 veröffentlichte Album The Martyr wurde auf seiner offiziellen Website kostenlos zum Download bereitgestellt.

## Diskografie

### Alben
- 2001: Revolutionary Vol. 1
- 2003: Revolutionary Vol. 2
- 2004: The Silenced Revolution
- 2005: Black Cargo
- 2008: The 3rd World
- 2011: The Martyr

### Mixtapes
- 2009: The Best of the Worst